# Simón Berasaluce Aguinagalde
Simón Berasaluce Aguinagalde (Deba 1912 - San Sebastián 1993) fue un artista vidriero español creador de muchos  vitrales repartidos en iglesias y edificaciones civiles, sobre todo de Estados Unidos y Francia. También en América del Sur y España.
Aprendió el oficio  con Henri Mauméjean, uno de los principales  fabricantes europeos de vidrieras, en sus instalaciones de Madrid.
Ejerció su trabajo en París con la firma Mauméjean y posteriormente en Nueva York en los  Estudios Hiemer & Company.
Su localidad natal dedicó una plaza en su memoria.

## Biografía
Su padre era un conocido capitán de un barco velero del puerto de Deva.
Desde niño, destacó como dibujante y en 1926, con 14 años, ingresó en la Escuela de Arte Sacro de Barcelona, regentada por los salesianos. Estuvo cuatro cursos, al cabo de los cuales, además de adquirir algunos conocimientos ya era un consumado retratista.
Poco después de terminados sus estudios, en el verano de 1931, Simón Berasaluce  conoció a Henri Mauméjean  que era uno de los principales propietarios fabricantes europeos de vidrieras,   quien le propuso enseñarle el oficio de artista vidriero en sus instalaciones de Madrid.
Desde Madrid se trasladó primero al taller que Mauméjean tenía en Hendaya y en 1936  se trasladó a París donde permaneció durante cerca de quince años trabajando para la firma Mauméjean practicando la técnica de la vidriera  por toda Francia.
Su trabajo obtuvo reconocimiento internacional y gracias a ello  comenzó su aventura americana en 1951.
En Estados Unidos Berasaluce trabajó durante 22 años  para los Estudios Hiemer & Company,  empresa que ya había estado estudiando en Europa las vías de renovación de la vidriera. 
La contribución artística de Berasaluce en Estados Unidos es enorme. Trabajó en cerca de mil proyectos con vidrieras que iluminan edificios civiles, iglesias y sinagogas en particular al este de los EEUU.  Así sabemos que realizó proyectos para vidrieras en Nueva York;  Washington; Boston, Filadelfia, Cleveland, Ohio; Massachusetts y  Florida.

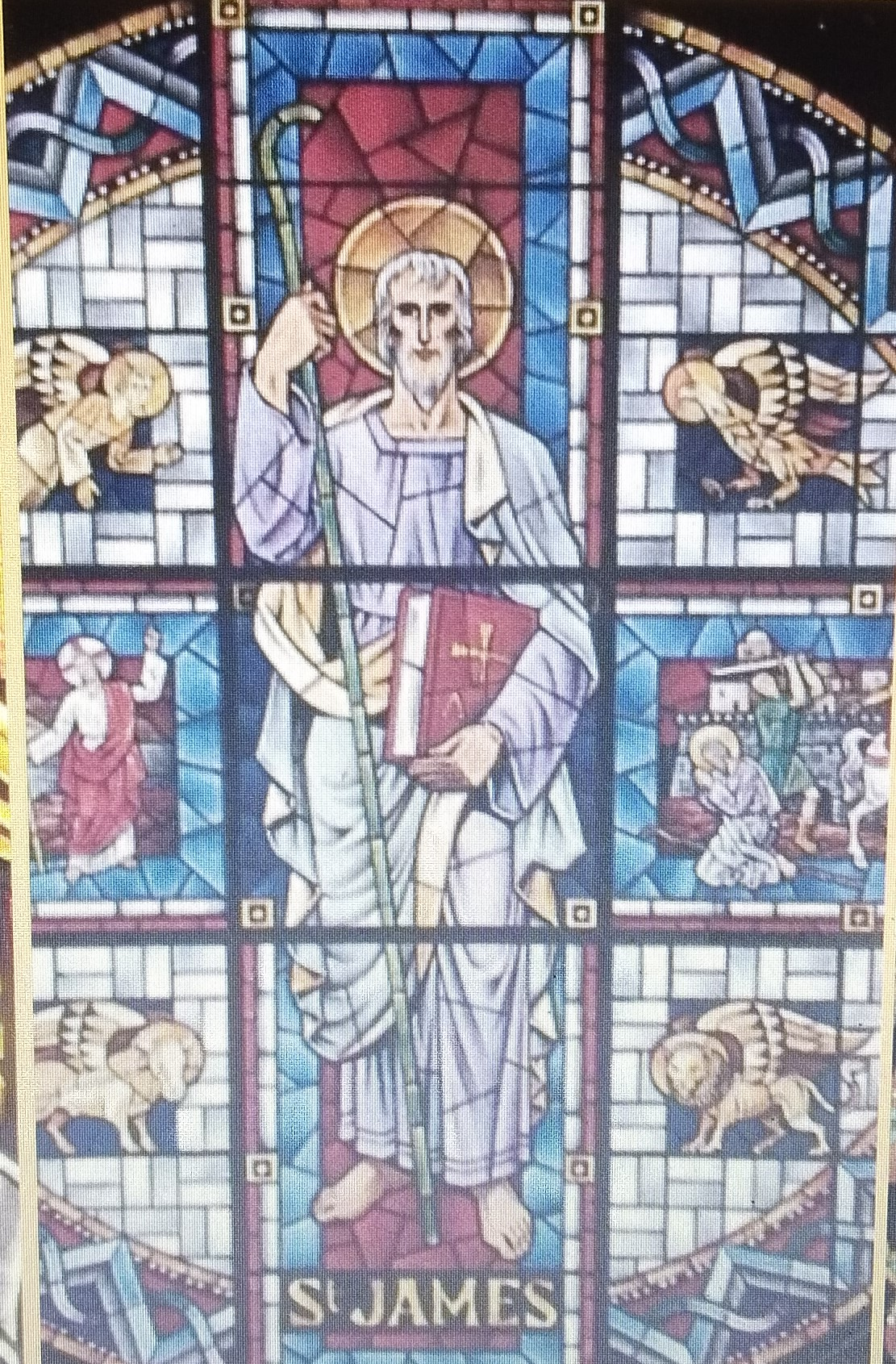
Vidriera de Simón Berasaluce

También  tiene obra realizada en Argentina y Colombia.
En 1974 regresó a su tierra natal donde todavía colaboró en algunos proyectos.
.

## Epílogo
Berasaluce fue un gran conocedor de las funciones tradicionales de las vidrieras: cerramiento de espacios, ornamentación, soporte de programas iconográficos, y no renunció a éstas, sino que aportó las mejoras técnicas propias de los nuevos tiempos y su propio lenguaje estético.
Coloreaba la luz, lograba la transparencia del color y en sus obras religiosas conseguía bañar el interior de una atmósfera apropiada para la oración, transformando la luz natural en una luz espiritual.
Simón fue poco dado a las apariciones públicas pero  su obra  habló  por su persona.